# John Ritchie
John Henry Ritchie (Kettering, 12 luglio 1941 – 23 febbraio 2007) è stato un calciatore inglese di ruolo attaccante. Con 170 gol segnati, tra campionato e coppe, è il miglior marcatore della storia dello Stoke City.

## Palmarès
- Campionato inglese di seconda divisione: 1

Stoke City: 1962-1963
- Coppa di Lega inglese: 1

Stoke City: 1971-1972